# Limache
Limache est une ville et une commune du Chili de la province de Marga Marga, elle-même située dans la région de Valparaiso. En 2016, sa population s'élevait à 45 709 habitants. La superficie de la commune est de 155 km2 (densité de 155 hab./km2).
La commune se trouve à 43 kilomètres à l'est de Valparaiso et à 108 km de la capitale Santiago du Chili. C'est la seule commune du Chili comportant deux agglomérations ayant le statut de ville : San Francisco de Limache et Limache Viejo. Limache fait partie de l'agglomération du Grand Valparaiso et accueille le terminus du métro de Valparaiso. La ville est réputée pour sa production de tomates.

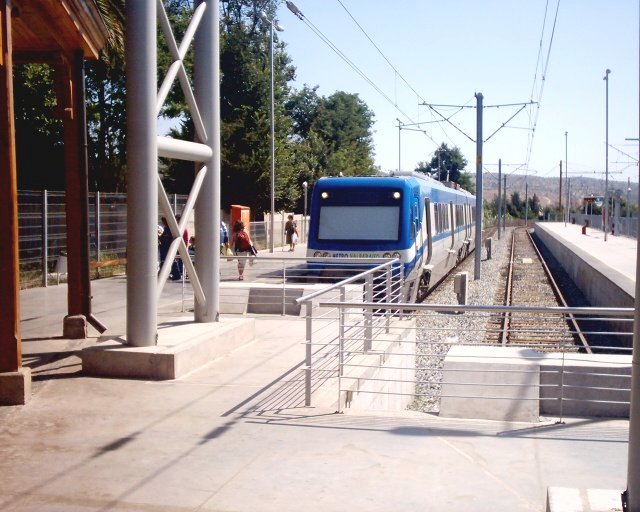
La station de Limache constitue le terminus de la ligne du métro de Valparaiso
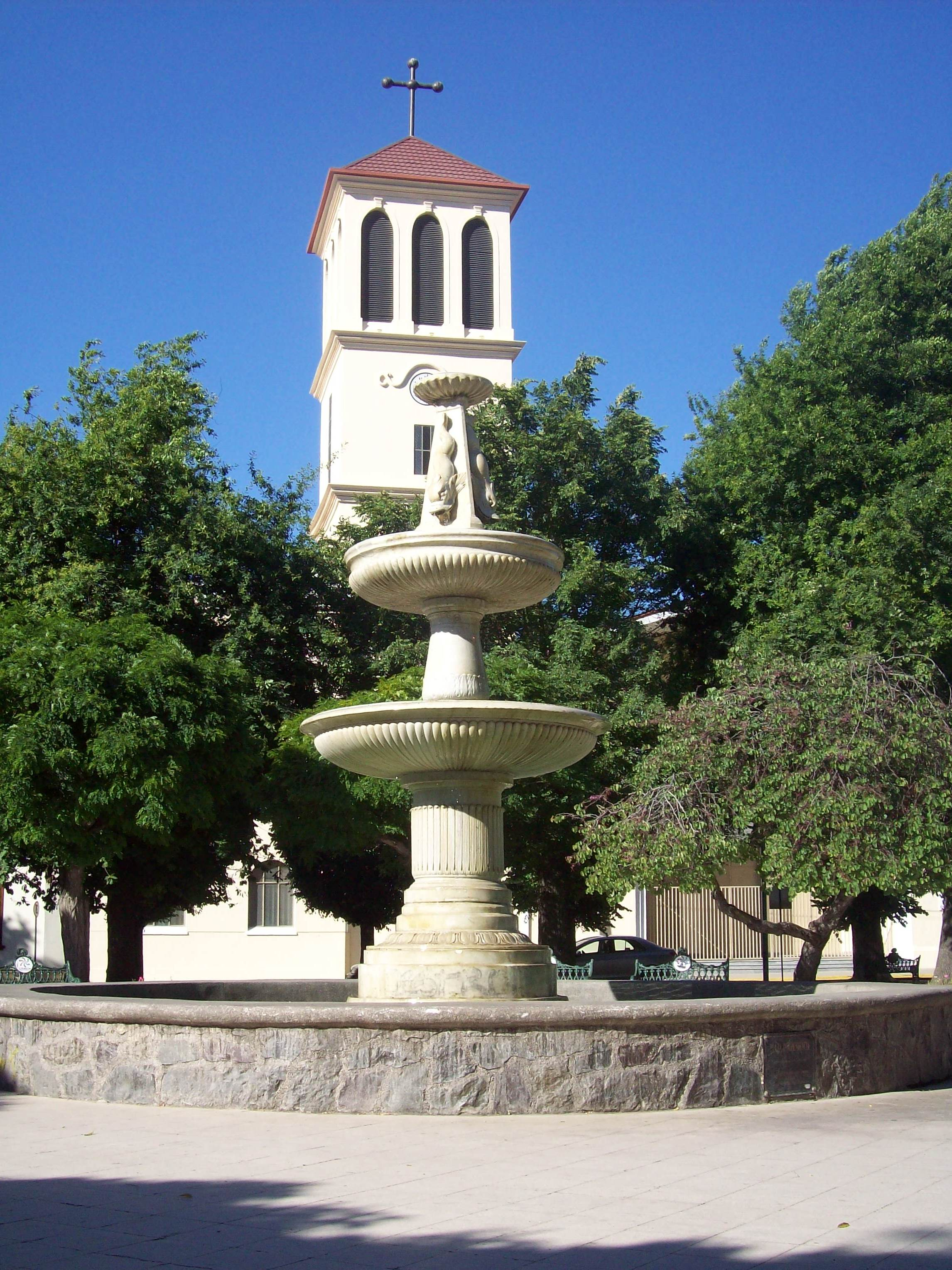
Eglise Santa Cruz
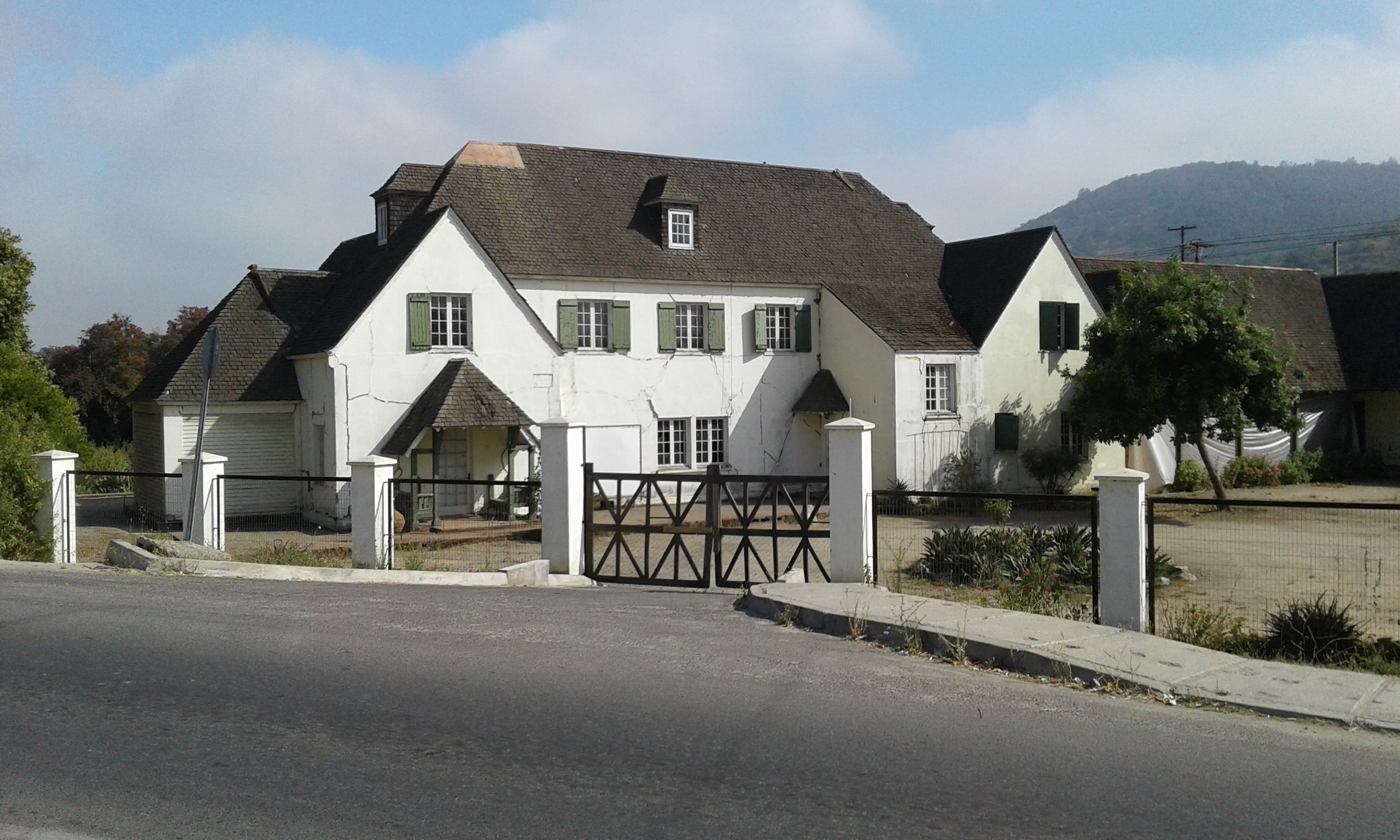
Hacienda Eastman